# Scotia (Karolina Południowa)
Scotia – miasto w Stanach Zjednoczonych, w stanie Karolina Południowa, w hrabstwie Hampton.